# Carlo Urbino

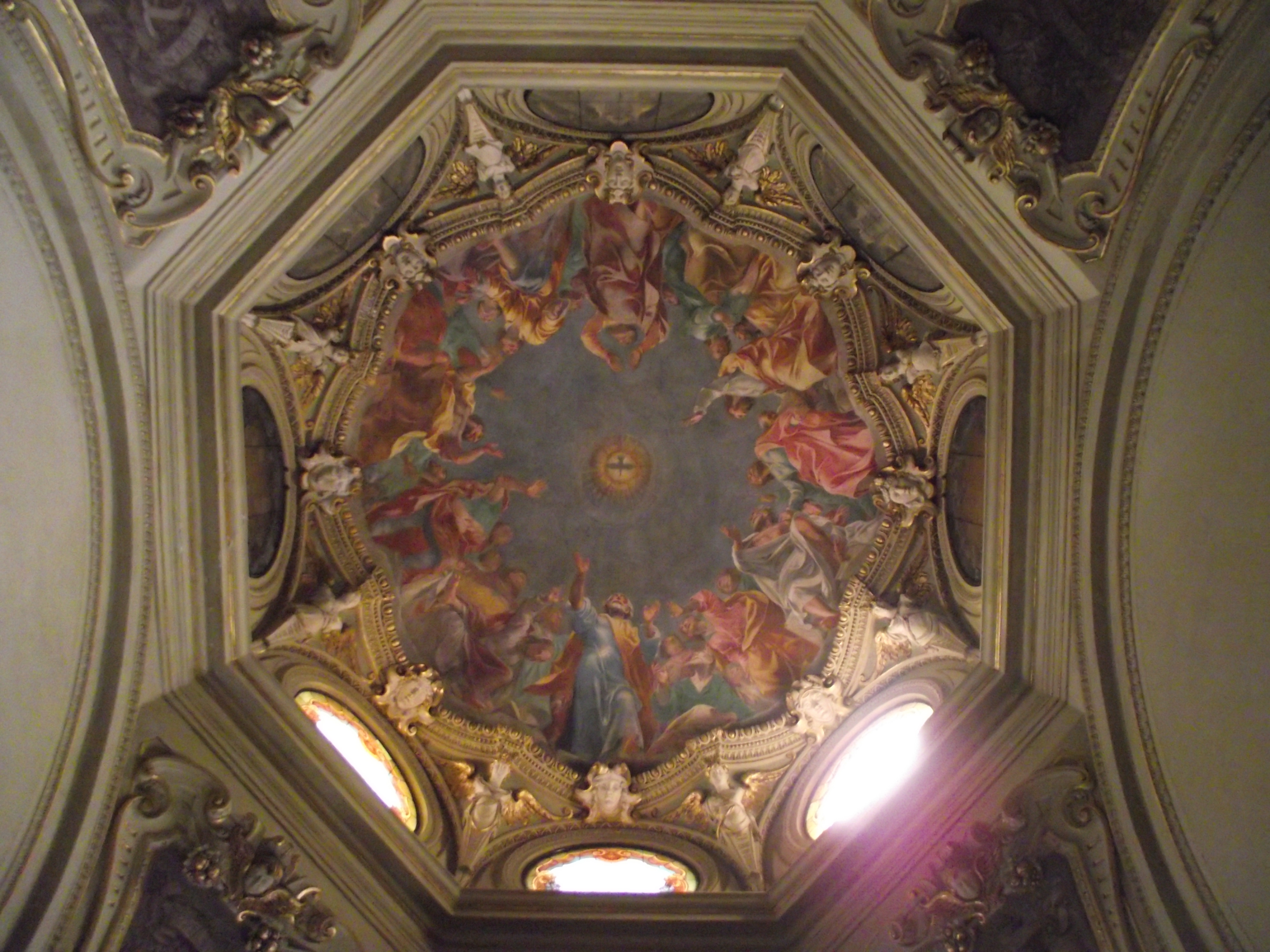
Affreschi della Cappella di San Giuseppe, chiesa di San Marco, Milano

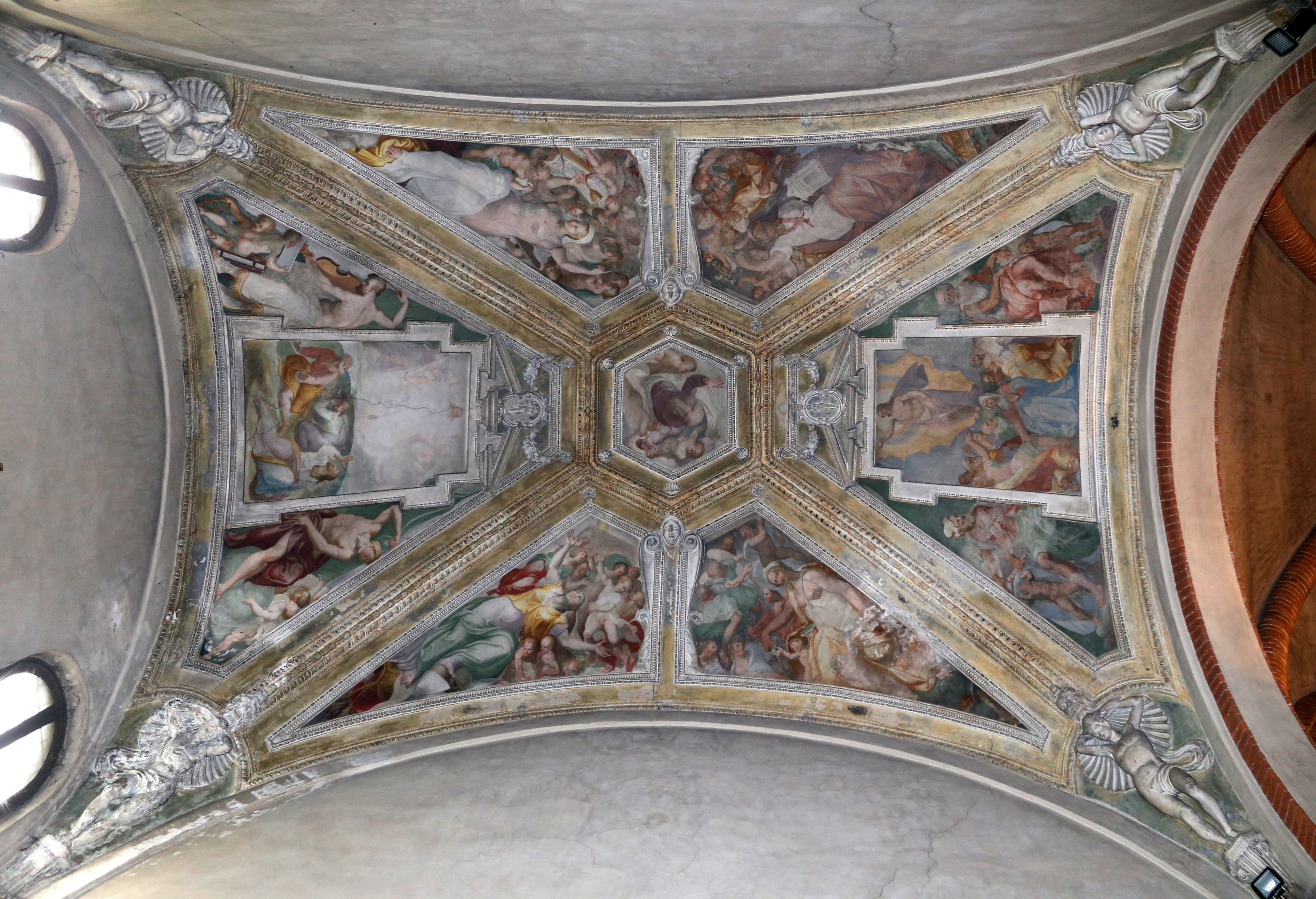
Affreschi della Cappella di San Vincenzo Ferrer, basilica di Sant'Eustorgio, Milano

Carlo Urbino o Urbini (Crema, 1525 – Crema, 1585) è stato un pittore italiano.

## Biografia
Formatosi forse in Veneto, Carlo Urbino completò probabilmente la sua educazione con un viaggio romano. Nel 1553 corredò con un apparato illustrativo il Trattato di scientia d'arme di Camillo Agrippa e eseguì una serie di repertori di disegni con motivi decorativi e figure in scorcio viste da differenti prospettive. Risalgono forse a questi anni anche i suoi singolarissimi disegni del cosiddetto Codice Huygens (New York, Pierpont Morgan Library), ispirati al perduto Trattato del moto azionale di Leonardo, con figure umane in diverse posizioni inscritte in cerchi e quadrati, a imitazione dell'Uomo vitruviano. 
La sua prima opera pittorica documentata (1556) è la pala con il Commiato di Cristo dalla Madre per Santa Maria presso San Celso a Milano, eseguita insieme all'Assunta e ad alcuni affreschi per la stessa chiesa. Nel 1560 decorò anche la cappella del gran cancelliere Taverna a Santa Maria della Passione, un tempo ornata da una Crocifissione di Giulio Campi oggi spostata in un altro ambiente della chiesa. Sempre in Santa Maria della Passione eseguì anche le ante dell'organo di destra.
Nel settimo decennio l'Urbino si associò a Bernardino Campi, cui fornì i disegni per alcune pale d'altare, collaborando anche all'esecuzione della Trasfigurazione per San Fedele (1565). Nello stesso anno eseguì la pala con l'Incredulità di San Tommaso (Pinacoteca di Brera) e fornì alcuni disegni per le vetrate del Duomo di Milano.
Nel decennio successivo affrescò la Cappellina degli Angeli a Sant'Eustorgio, la Cappella di San Giuseppe nella chiesa milanese di San Marco (interessantissima per lo scorcio dei personaggi e per il confronto con il quasi coevo ciclo della cappella Foppa, di Giovan Paolo Lomazzo) e, insieme ad Aurelio Luini, l'abside della chiesa della Madonna di Campagna a Pallanza.
Negli anni settanta e Ottanta del XVI secolo l'artista si trasferì nuovamente a Crema, dove lasciò una pala al Santuario di Santa Maria della Croce, e da dove si trasferì anche a Sabbioneta per eseguire alcuni affreschi nelle residenze di Vespasiano Gonzaga.

## Bibliografia

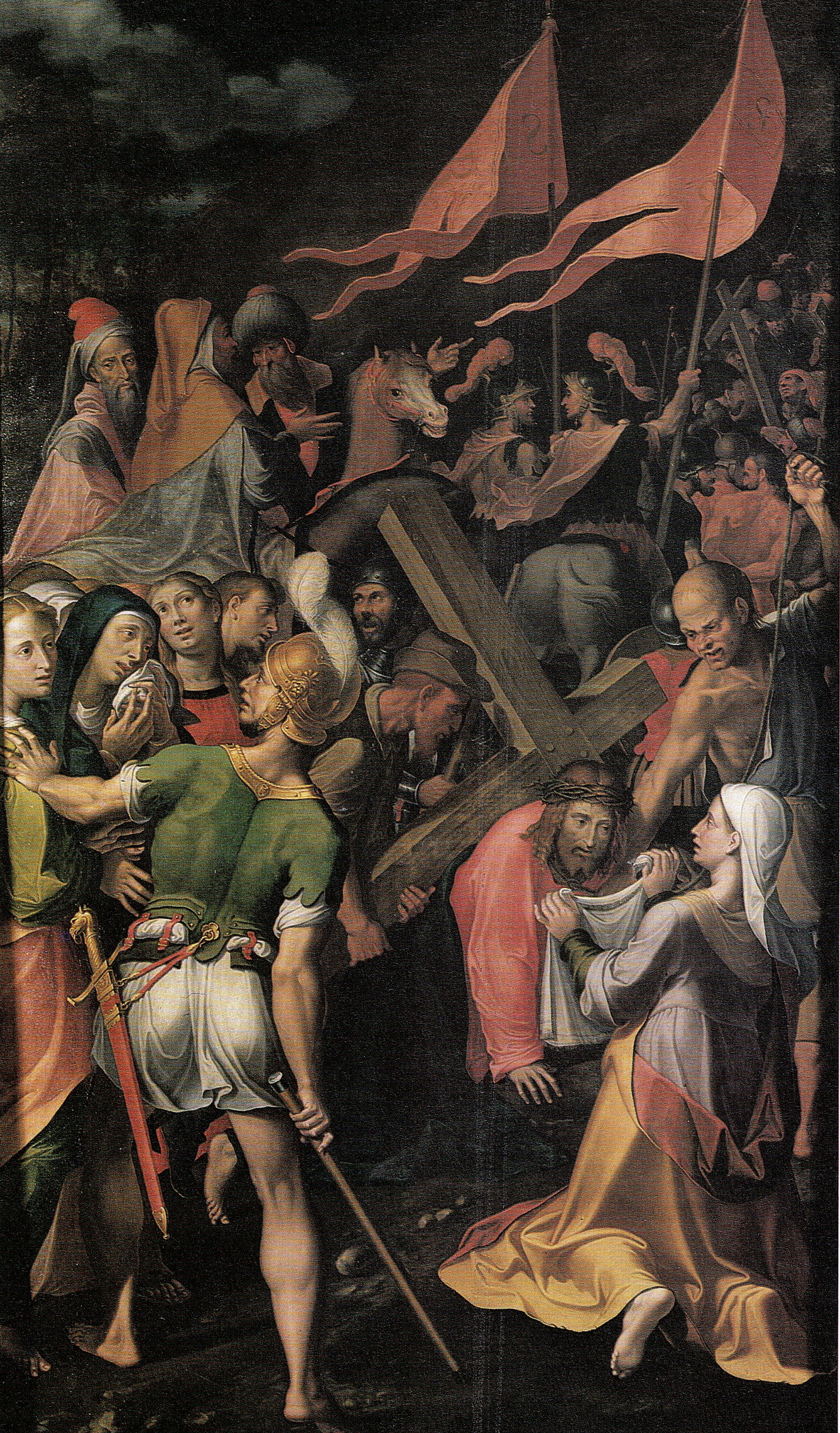
L'andata al calvario, Santuario di Santa Maria della Croce